# Saint-Paul-de-Jarrat
Saint-Paul-de-Jarrat település Franciaországban, Ariège megyében. Lakosainak száma 1354 fő (2022. január 1.). Saint-Paul-de-Jarrat Cazenave-Serres-et-Allens, Celles, Freychenet, Mercus-Garrabet, Montgaillard, Montoulieu, Soula és Prayols községekkel határos.

## Népesség
A település népessége az elmúlt években az alábbi módon változott:
| Lakosok száma | 1103 | 1100 | 1261 | 1233 | 1245 | 1286 | 1313 | 1330 | 1337 | 1354 |
|               | 1968 | 1982 | 1990 | 2006 | 2013 | 2015 | 2017 | 2019 | 2020 | 2022 |